# Pierre Garnier

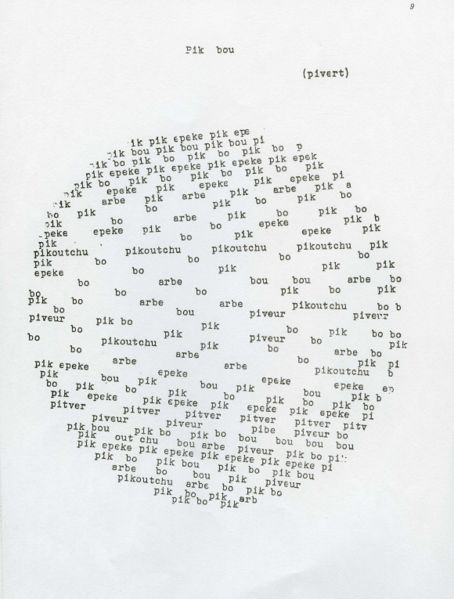
Pierre Garnier, poema espacialista Pik bou (1966), escrito em língua picarda

Pierre Garnier (Amiens, Picardia, França, 9 de janeiro de 1928—Saisseval, 1 de fevereiro de 2014) é tradicionalmente citado como um dos escritores e poetas mais importantes da Picardia, escrevendo em Picardo e Francês. Foi o criador do movimento chamado Espacialismo e um dos fundadores da Associação Eklitra que marcou na década de 1970 o início do renascimento da língua Picarda que ainda se desenvolve nos dias de hoje.

## Biografia
Nascido na Picardia, depois de estudar na França e na Alemanha na virada da guerra, ele começou a escrever poesia na Escola de Rochefort. Começa a publicar com André Silvaire a revista Les Lettres - Poésie Nouvelle, que vai se tornar o pivô do movimento da poesia espacialista, a partir de 1962, que fundou com sua esposa Ilse. O movimento tornou-se internacional, com filiais nos EUA, Japão e Alemanha.
Em 1962 é o ano em que lança o seu manifesto « Manifeste pour une poésie nouvelle visuelle et phonique » (Manifesto por uma poesia nova visual e fônica) na revista Les Lettres, nº 29. Muito próximo da poesia concreta, os poetas Augusto e Haroldo de Campos, bem como Eugen Gomringer desenvolveram atividades em comum com este poeta, tendo ele, inclusive, publicado na revista Invenção e traduzido o Plano-Piloto para Poesia Concreta, publicado na revista Les Lettres.
Este manifesto propõe uma nova poesia que explorasse o aspecto visual ou o sonoro, ou seja, uma poesia "para ver-se" e/ou para "ouvir-se" sem uma preocupação semântica imediata, como na antiga poesia sonorista, porém "nova". A "poesia sonorista" tem suas raízes nas vanguardas históricas, no dadaísta de Hugo Ball, Raoul Hausmann e de Kurt Schwitters, em "Ursonate", aproximando-se da poesia "verbivocovisual" posteriormente proposta pelos concretistas paulistas. Já a poesia visual, poderia dizer-se que existe desde a antiguidade, com a produção de caligramas como o de "Símias, de Rodes, texto que imita o formato de um ovo.

## Espacialismo
Seu espacialismo é um ponto de passagem entre as raízes, as origens e fundamentos de uma cultura antiga, que através das suas práticas de arte mais avançadas tecnologicamente dos dias de hoje torna-se um material sonoro e visual que está se espalhando ao redor do mundo francófono.
As leituras dos poetas espacialistas costumam ser projeções de poemas visuais, com gravações de som divulgando, por exemplo Konrad Schmitt, poeta muito cultuado na Picardia, juntamente as atmosferas musicais de C. Edziré Déquesnes.

## Obras de Pierre Garnier
O trabalho de Pierre Garnier se divide em quatro períodos, o primeiro mais tradicional, o segundo sua introdução na vanguarda, o terceiro um prosseguimento do segundo e o quarto uma "revisão" dos segundo e terceiro, sendo o segundo período o de maior repercussão histórica.

### Primeiro período (poesia, enssaios, romances)
- Vive-cœur (4 poèmes), la Tour de feu, 1949
- Souche d'aubes (12 poèmes), la Tour de feu, 1950
- Un arbre sort de l'aube, imprimerie du Courrier Picard, 1952
- Faire-part (14 poèmes), Escales/Pierre-Jean Oswald, 1952
- Après nous le soleil (11 poèmes), Les Cahiers de Rochefort, 1952
- Quatre poèmes pour Ilse, Ressac, 1953
- Les Armes de la terre, Librairie Les Lettres, Paris, 1954
- Poésie allemande d'aujourd'hui, Librairie Les Lettres, 1955
- Les Veilleurs (4 poèmes), Les Cahiers de Rochefort, 1955
- Poèmes de Gottfried Benn, collection Parallèle, Librairie Les Lettres, 1956
- Roger Toulouse, essai, Les Amis de Rochefort, 1956
- Frédéric Nietzsche, collection Poètes d'aujourd'hui, Seghers, 1957
- La Nuit est prisonnière des étoiles, Librairie Les Lettres, 1958
- Seuls quelques-uns le peuvent, nouvelle, Les Cahiers de Rochefort, 1958
- Trois poètes allemands de la Nature, André Silvaire, 1958
- Gottfried Benn, Un demi-siècle vécu par un poète allemand, collection Critique et création, André Silvaire, 1959
- Heinrich Heine, collection Poètes d'aujourd'hui, Seghers, 1959
- Et par amour voulaient mourir, roman, traduit en grec par Agnès Sotiracopoulou, Difros, Atenas, 1959
- Seconde géographie, Gallimard, Paris, 1959 ; traduizido em grego por Agnès Sotiracopoulou, Mavridis, Atenas, 1974
- Sept poèmes extraits d'Ithaque, Les Cahiers de Rochefort, Nantes, 1959
- Goethe, collection Écrivains d'hier et d'aujourd'hui, Seghers, 1960
- Les Synthèses, André Silvaire, 1961
- Equatoriale, illustrations de Flora Klee-Palyi, Flora Klee-Palyi, 1961
- Positions actuelles (réflexions critiques sur l'histoire, la poésie et l'esprit), André Silvaire, 1961
- Novalis, collection Écrivains d'hier et d'aujourd'hui, Seghers, 1962
- Mais la vie est la plus forte, poème de Ondra Lysohorsky, André Silvaire, 1963

### Segundo período (espacialismo)
- « Poèmes à dire » e « Poèmes à voir » (junto com o « Manifeste pour une poésie nouvelle, visuelle et phonique », 30 septembre 1962), revue Les Lettres, n°29, André Silvaire, 28 janvier 1963
- Poèmes spatiaux picards, Éklitra, Amiens, 1966
- 7 Micropièces (dont « Eléments d'un théâtre », voir Spatialisme), Serielle Manifeste 66, Galerie Press, Sankt Gallen, Suíça, 1966
- Ozieux, poemas espacialistas em língua picarda, Éklitra, Amiens, 1967
- Minipoèmes, textos concretos por crianças, Situazione n°4, Milão, 1967
- Sekunden, bilíngue francês/alemão, traduzido em alemão por Ilse Garnier, Bläschke Verlag, Darmstadt, 1967
- I microcosmique (7 poèmes concrets), Ganglia, Toronto, 1967
- Six odes concrètes à la Picardie, Mayer, Stuttgart, 1967
- Expansion (traduzido do francês por Fritz Werf), Atelier Verlag, Andernach, 1967
- Théorie du spatialisme, traduzido ao grego por Greca, Difros, Atenas, 1967
- Spatialisme et poésie concrète, ensaio, Gallimard, Paris, 1968
- Ozieux 2, Nords - Textes, Ottignies, 1976
- Le Jardin japonais, tome I et tome II, André Silvaire, 1978
- Jardin japonais, Theo Leuthold Presse, Zurique, 1978
- Jardin pour Friedericke Mayröcker, Neue texte 20/21, H. Bäcker, Linz, 1978
- Mer, monochromie pour Calais, Michel Sohier, Calais, 1979
- Congo, Poème pygmée - Poème spatial, André Silvaire, 1980
- Tristan et Iseult, poème spatial (prefácio de Ilse Garnier, suivi du Journal de composition de Tristan et Iseult), André Silvaire, 1981
- Poèmes blancs (poèmes-espaces – espaces-poèmes, collection Zerosscopiz, revue Doc(k)s, 1981
- Livre de Danièle, poème d’amour spatial suivi d’une lettre, collection Spatialisme, André Silvaire, 1981 ; Livre de Danièle (poème d’amour spatial) (tome 2), 1983
- Livre d'Amour d'Ilse, André Silvaire, 1984
- Livre de Peggie, André Silvaire, 1985
- Poèmes géométriques, André Silvaire, 1986
- Poèmes en chiffres, Quaternaire, Liège, 1988
- Une nativité, Quaternaire, Liège, 1988
- Enfance, les Marées de la nuit, Morlanwelz, Belgique, 1989
- Totentanz, Freibord, Viena, 1990
- 33 Signale für Carlfriedrich Claus, Gebrauchsgraphik, Köln, 1990
- Ein anderer Totentanz, livre d'artiste, Fundamental, Köln, 1992
- Saint-Vaury-Creuse, Nous constructeurs de voile, La main courante, La Souterraine, 1992
- A world, a word, a poem, livre d'artiste, Fundamental, Köln, 1992
- Vues de Marseille[8], poésies spatiales, C.I.P.M., Marselha, 1993
- Die andere Zeit, Atelier Verlag, Andernach, 1993
- Konstruktivistische Landschaften, Ottenhausen Verlag, Piesport, 1994
- Das Licht, livre d'artiste, Fundamental, Köln, 1994
- Persephone, die zierliche Todesgöttin, livre d'artiste, Fundamental, Köln, 1995
- Lyrisches Skizzenbuch, Freibord, Viena 1996
- Cartes postales-poèmes, Alain Buyse, Lille, 1996
- Ein Requiem[9], livre d'artiste, Fundamental, Köln, 1996
- Treffen in Grignan, Rot, Stuttgart, 1997
- Pikardie, livre d'artiste, Fundamental, Köln, 1998
- Ein Büchlein für Carlfriedrich, Kunst-Keller, Annaberg-Buchholz, 1998
- Drucken ist dichten, Dichten ist drucken, livre d'artiste, Fundamental, Köln, 1999
- Ilse plage, Clapàs, collection L'Avant-langue, Aguessac, 1999
- Cahier de poésie / Poésie spatiale, Phi, Echternach, Luxembourg, 2000
- Carnet de poésie[10], livre d'artiste, Redfoxpress, Cashel, Foxford, Irelande, 2000
- Die Fenster, livre d'artiste, Fundamental, Köln, 2000
- (em alemão) Das Dorf, livre d'artiste, Fundamental, Köln, 2001
- Livre d'école, Ediciones del Hebreo Errante, Madrid, 2002
- Le K[11], livre d'artiste, Redfoxpress, Cashel, Foxford, Irelande, 2003
- Le jardin japonais du poète Yu, la Main courante, La Souterraine, 2003 (repris dans Le poète Yu)
- Les Constellations en 2002, Poésie spatiale (suivi de « Les Signes » et « La Jolie Bérésina (souvenir d'U.R.S.S.) »), le corridor bleu, 2003
- Gedichte aus der Ferne, Raumlyrik, livre d'artiste, Fundamental, Köln, 2003
- Le poète Yu, tome I, Ediciones del Hebreo Errante, Madrid, 2003 ; tome II (poèmes-chiffres), 2004 ; tome III, 2005 ; réunion des 3 tomes[12], bilingue allemand / français, Aisthesis Verlag, Bielefeld, Allemagne, 2006
- Les Transparences du poète Yu, Ediciones del Hebreo Errante, Madrid, 2006
- Connaissez-vous la poésie ? (aux écolières et écoliers), Fidel Anthelme X, Marseille, 2008
- Comment se fait le poème ?, Corps puce, Amiens, 2008
- Les Devises, collection de l'Abreuvoir, Éd. des Vanneaux, Montreuil-sur-Brêche, Oise, 2008
- « Voyages extraordinaires, 126 poèmes spatiaux », revue Jules Verne, n°27, déc. 2008
- Le poète Yu écrit son livre de chant (Le poète Yu - Tome IV)[13], bilingue allemand / français, postface de Martial Lengellé, Aisthesis Verlag, Bielefeld, Allemagne, 2009
- Poèmes du clair de lune, espagnol / anglais / italien / russe et français, versions espagnole et anglaise par Milagrosa Romero Samper, versions russe et italienne par Mikhail Evzlin, Mythosemiotic Society / International Academy of Zaum, Hebreo errante, Madrid, 2010
- A Lieder[14], livre d'artiste, bilingue allemand / français, Fundamental, Köln, 2010
- La Beauté, la bonté du monde, Un livre d'images, traduction anglaise de la préface de Pierre Garnier par Milagrosa Romero Samper, Asociación Mitosemiótica, Hebreo errante, Madrid, 2011
- Poèmes spatiaux 2010 (extraits), 2 feuilles recto-verso 800x400 pliées en 3, coll. « La Motesta », Fidel Anthelme X, Marselha, 2011

### Terceiro período
- Picardie, Coupes poétiques (83 poèmes), Éklitra, Amiens, 1967
- Perpetuum mobile, Gallimard, 1968
- Ondra Lysohorsky, Poésie vivante, Genebra, 1970
- Chés Cabotans (com uma tradução em picardo de Tournai de Marcel Hanart), Nords / Belgique, Ottignies, 1978
- Le Soleil est un regard : poèmes, Éd. des Prouvaires, Paris, 1979
- Ornithopoésie, André Silvaire, 1986 ; réédition suivie de « Poésie spatiale - 2006 », collection « Nature », Éd. des Vanneaux, Montreuil-sur-Brêche, Oise, 2007
- Picardie, Une chronique (avant-propos de Martial Lengellé, préface de François Huglo, poème-hommage d'Ivar Ch'Vavar), l'Invention de la Picardie, 1989 ; bilingue français / allemand (sans les poésies spatialistes - préface de Fritz Werf), Bamberger Editionen, Bamberg, 1992
- Les Oiseaux chantent l'éternité, L'Arbre, La Ferté-Milon, 1989
- Poèmes de Saisseval, Studio Veracx, Berck-sur-Mer, 1992 ; Poems of Saisseval, bilingue anglais / français, Black Hat Press, Goodhue, Minnesota, 1995 ; La Vague verte[15], Inval-Boiron, 2005
- Marseille, Un reportage[16], C.I.P.M., Marselha, 1993
- Une mort toujours enceinte (une chronique) - composé de « Une enfance », « Une adolescence » (poème érotique - rééd. du poème sous le titre Adolescence, collection « Amorosa », Éd. des Vanneaux, 2008) et « Un souvenir », Corps Puce, Amiens, 1994 ; 2 tomes suivants : 1995 et 1996 ;
- (em alemão) Die Erde ist ein denkender Kopf, Eine lyrische Trilogie[17], Landpresse, Weilerswist, 1997
- El Tére a bètes, poemas em picardo, suplemento da revue le Jardin ouvrier, Amiens, 1996
- L'Imprimerie de Rochefort-sur-Loire, Les Cahiers de Garlaban, Hyères, 1997
- El Tére el tète, poemas em picardo, supplément de la revue le Jardin ouvrier, Amiens, 1998
- Loire vivant poème, Le Dé bleu, Chaillé-sous-les-Ormeaux, 1998
- Depuis qu'il n'y a plus d'abeilles, la poésie a quitté le village, le corridor bleu, 1999 (repris dans l’Immaculée conception)
- Une plage au bord de l'océan, Clapàs, Aguessac, 2000
- À vécu la disparition des bouvreuils (repris dans l'Immaculée conception), Fidel Anthelme X, 2000
- Une enfance - c'était encore au temps de la cueillette, G & g, Berthecourt, Oise, 2000
- les Oiseaux, 2 volumes, collection Week-end, l'Attente, Bordeaux, 2000
- Depuis qu'il n'y a plus de papillons, Alain Lucien Benoît, Rochefort, 2001 ; rééd. sous le titre Papillons, encres de Claire Alary, TraumFabriK éditions, Angers, 2008
- L'Alouette, une litanie picarde, Bernard Dumerchez éditions, Verderonne / Reims, 2002
- Ech Catieu d’Pinkigni précédé des versions d’Olivier Engelaere et d’Ivar Ch'Vavar[18], poèmes en picard, Secondes Éditions du K. (reprises par Engelaere Éditions), Arras, 2003 ISBN 2-913934-05-6
- Heureux les oiseaux ils vont vers la lumière[19], Éd. des Vanneaux, Montreuil-sur-Brêche, Oise, 2005
- Le Testament de Saisseval, G & g, Berthecourt, 2005
- 1916, La Bataille de la Somme, La Vague verte[15], Inval-Boiron, 2006 ; reproduction du livre d'artiste de Sausen Mustafova (poème manuscrit et peintures de l'artiste - dont 50 ex. de tête avec une œuvre originale "Tête" de l'artiste)[20], La Vague verte, Inval-Boiron, 2008
- La Vie est un songe (comprenant la rééd. de Les Jardins de l'enfance d'Ilse Garnier), collection de l'Abreuvoir, Éd. des Vanneaux, Montreuil-sur-Brêche, 2008
- Botschaften der Sonne / Messages du Soleil (« Ce pays de petites collines », « Messages du Soleil » et « le Ruisseau »)[21], bilingue allemand / français, trad. en allemand par Fritz Werf, Verlag Ralf Liebe, Weilerswist, 2008

### Quarto período
- Car nous vivons et mourons si peu (une chronique)[22], bilingue allemand / français, trad. en allemand par Rüdiger Fischer, collection Sources, En Forêt / Verlag Im Wald, Rimbach, 1999
- L'Immaculée conception (litanie)[22], bilingue allemand / français, trad. en allemand par Rüdiger Fischer, collection Sources, En Forêt / Verlag Im Wald, Rimbach, 2001
- Viola Tricolor[22], poèmes, bilingue allemand / français, trad. en allemand par Rüdiger Fischer, collection Sources, En Forêt / Verlag Im Wald, Rimbach, 2004
- Ech Biœ tenp, poema em picardo, bilingue picard / français, supplément de la revue L’enfance n°1, Amiens, 2005
- Les Oiseaux chantent l'éternité, rééd. bilingue russo / français augmentée de poésies spatialistes, version russe par Sergey Biryukov & Mikhail Evzlin, Mythosemiotic Society / International Academy of Zaum, Hebreo errante, Madrid, 2009
- Une Chronique de la nature civilisée, livre grand format (avec une deuxième partie uniquement spatiale), maquette et mise en page Frédéric Loeb, Éd. des Vanneaux, Montreuil-sur-Brêche, Oise, 2009

### Obras de Pierre eIlse Garnier

#### Ensaio
- L'Expressionnisme allemand (essai suivi d'un choix de textes, bilingue allemand/français pour les poèmes), collection Connaissez-vous ?, André Silvaire, 1962 ; rééd., 1979

#### Segundo período (Spatialisme)
- Poèmes mécaniques, André Silvaire, 1965
- Prototypes, Textes pour une architecture, collection Spatialisme, André Silvaire, 1965
- Othon III, Jeanne d'Arc, Structures historiques, collection Spatialisme, André Silvaire, 1967
- Esquisses palatines, André Silvaire, 1971
- (em alemão) Kunstmappe, Verlag der Kunst, Dresde, 1984
- (em alemão) Fibel, eine Elegie, Hybriden Verlag, Berlin, 1996

### Obras em colaboração

#### Segundo período (Spatialisme (littérature)|spatialiste)
- Poèmes franco-japonais (com Seiichi Niikuni), collection Spatialisme, André Silvaire, 1966
- Micropoèmes (com Seiichi Niikuni), revue ASA, n°4, 1970
- Petits poèmes mathématiques simplistes (com Seiichi Niikuni), revue ASA, n°5, 1971
- Terrail, Écrire le château, Poèmes d'architecture, Séries linéaires (avec Claude Peynaud et Pierre Courteaud), La main courante, La Souterraine, 1992
- Viva Africa (com Bill Keith), Writers Forum, Londres, 1994
- Petits livres faits à la main (com Ilse Garnier, Serge Segay et Rea Nikonova), Zaumail Art, Eysk, 1994
- Le Paysage creusois, Textes naturels pour un paysage légendé, Invention d'une Creuse pour y mourir, Typographie dans la topographie, La Creuse est partout autour de nous (avec Claude Peynaud, Rémy Pénard et Pierre Courteaud), La main courante, La Souterraine, 1995
- Hai-Kai, Un Cahier d'écolier (avec Keiichi Nakamura), K1 Press c/o Keiichi Nakamura, Tóquio, 2000
- (em inglês) Hybrids (avec Keiichi Nakamura), English Japanese Poetry, K1 Press c/o Keiichi Nakamura, Tokyo, 2001
- Poèmes du Mont Fuji (avec Keiichi Nakamura), the New French-Japanese Poetry, K1 Press c/o Keiichi Nakamura, Tokyo, 2001

#### Terceiro período
- Ce Monde qui était deux (avec Jean-Louis Rambour), Éd. des Vanneaux, Montreuil-sur-Brêche, Oise, 2006

### Ensaios em colaboração
- Bertrand Créac’h, Poésie en relief, textes sur les sculptures de Bertrand Créac'h avec des extraits de poèmes, Librairie du Labyrinthe, Amiens, 2011 ISBN 9782918397052

### Publicações em antologias e outros
- « Soleil », Konkrete Poesie International, Hansjörg Mayer Verlag, Stuttgart, 1965
- À Chacun sa place (avec Lucien Suel, Ian Monk, Eugène Durif, etc.), Éd La Contre Allée, Lille, 2008

### Discos depoesia sonora
- Poèmes phonétiques franco-japonais (com Seiichi Niikuni), Columbia, Japon, 1971
- Disque/3 Vi/tre, Edizioni di polipoesia dirette da Enzo Minarelli, Alatri, Italie, 1984 - écouter sur UbuWeb (ou sur modisti)
- Phonetic Poetry on spatialisme/Poésie phonétique] sur Spatialisme (avec Ilse Garnier et Seiichi Niikuni), mastering/design/concept Pol Mahlow, Cha-Bashira, 1999 - écouter sur UbuWeb (ou sur modisti)

### Traduções
Benn, Peter Huchel, Erich Arendt, Kuba, Novalis, Nietzsche, Goethe, Heine, Schopenhauer, Lichtenberg...

### Livros sobre a Picardia
- Philéas Lebesgue : poète de Picardie, Éklitra, Amiens, 1967
- Le centenaire de Philéas Lebesgue, Éklitra, Amiens, 1969
- Édouard David : poète picard, Le Courrier picard, Amiens, 1970 ; La Vague verte[23], Inval-Boiron, 2007
- Hector Crinon : étude littéraire et lexique de sa langue (avec René Debrie), Éklitra, Amiens, 1970
- Un poème gothique : la Romance du sire de Créqui, une énigme littéraire picarde (avec René Debrie), CRDP d'Amiens, 1976
- Le Sol et le ciel, crônicas sobre a língua picarda 1968-1979, Éklitra, Amiens, 1995

### Obras musicais
Textes mis en musique par Annette Schlünz, Paul-Heinz Dittrich, Wolfgang Panwitz, livrets avec Isabelle Aboulker.
1. ↑  «modisti news      News     about     netlabel         about         submission  Oct201010 modisti news 0 452 views Garnier, Pierre. Poésie Phonétique sur Spatialisme. Modisti News. Madri, Espanha. 10/10/2010.». Consultado em 21 de abril de 2012. Arquivado do original em 10 de julho de 2012
2. ↑  http://www.courrier-picard.fr/region/le-poete-picard-pierre-garnier-est-mort-ia201b0n306281.
3. ↑  Poezibao. Beauvais, Picardia. França. 26 setembro 2007. (em francês)
4. ↑  «Khouri, Omar. Noigandres e Invenção. Facom. Faap. Setembro de 2006.» (PDF). Consultado em 21 de abril de 2012. Arquivado do original (PDF) em 31 de janeiro de 2012
5. ↑  Pignatari, Décio (1927), Cronologia, Enciclopédia Itaú Cultural de Literatura Brasileira
6. ↑  Tosin, Giuliano. Poesia sonora no Brasil e no mundo. São Paulo. Faculdades UNOPEC. Página visualizada em 15/06/2010.[ligação inativa]
7. ↑  Miranda, Antonio. Contra os ismos e os sismos da vanguarda. 2008.
8. ↑  Voir http://www.cipmarseille.com/publication_fiche.php?id=012a03a78b48d0b72d998c84828f7708.
9. ↑  (em alemão) Voir http://www.edition-fundamental.de/garnier.html.
10. ↑  Voir http://www.redfoxpress.com/books.carnet.html.
11. ↑  Voir http://www.redfoxpress.com/AB-leK.html.
12. ↑  Voir http://www.aisthesis.de/titel/3895285676.htm.
13. ↑  Voir http://www.aisthesis.de/titel/9783895287138.htm.
14. ↑  Voir http://www.edition-fundamental.de/a%20lieder.html.
15. 1 2  Voir http://editionslavagueverte.pagesperso-orange.fr/HTromansrecits/garnier.html.
16. ↑  Voir http://www.cipmarseille.com/publication_fiche.php?id=07ca1cb25c4dea78c3d87aba01fc1bc6.
17. ↑  (em alemão) Voir http://www.verlag-ralf-liebe.de/programm/33/die-erde-ist-ein-denkender-kopf/.
18. ↑  Voir http://engelaere-editions.com/blog/?p=5.
19. ↑  Voir http://les.vanneaux.free.fr/heureux_les_oiseaux.php3.
20. ↑  Voir le très beau diaporama sur le site de l'artiste.
21. ↑  (em alemão) Voir http://www.verlag-ralf-liebe.de/programm/23/botschaften-der-sonne/.
22. 1 2 3  Voir http://www.verlag-im-wald.de/francais/sources2.htm Arquivado em 14 de março de  2008, no Wayback Machine..
23. ↑  Voir http://editionslavagueverte.pagesperso-orange.fr/HTguidesessais/Edouard%20David.html.